# NGC 3035
NGC 3035 je galaksija u zviježđu Sekstantu.

## Vanjske poveznice
- SEDS: NGC 3035